# Lambert Visscher
Lambert Visscher (ur. 1633 w Haarlemie, zm. po 1690 we Włoszech) – holenderski rytownik, brat Jana i Cornelisa.

## Życie i twórczość artystyczna
Od 1666 do 1673 działał w Amsterdamie. W 1673 wyjechał do Włoch gdzie zmarł po 1690 być może we Florencji lub Rzymie. Wykonywał w technice miedziorytniczej głównie portrety znanych osobistości oraz dekoracyjne frontyspisy. Jest autorem najstarszych zachowanych wizerunków Braci polskich; Fausta Socyna, Jonasza Szlichtynga, Jana Crella, Johanna Ludwiga Wolzogena, które były wzorowane na zaginionych już dziś – i prawdopodobnie autentycznych – portretach olejnych (miedzioryty dołączono do zbiorowych dzieł Braci polskich w Bibliotheca Fratrum Polonorum, Amsterdam 1665-1668). Sztych przedstawiający Stanisława Lubienieckiego z Theatrum cometicum... (wyd. Amsterdam 1668), oparł Visscher na portrecie olejnym Matthiasa Scheitsa z 1666 znajdującego się obecnie w zbiorach Uniwersytetu Amsterdamskiego.

## Galeria wybranych miedziorytów

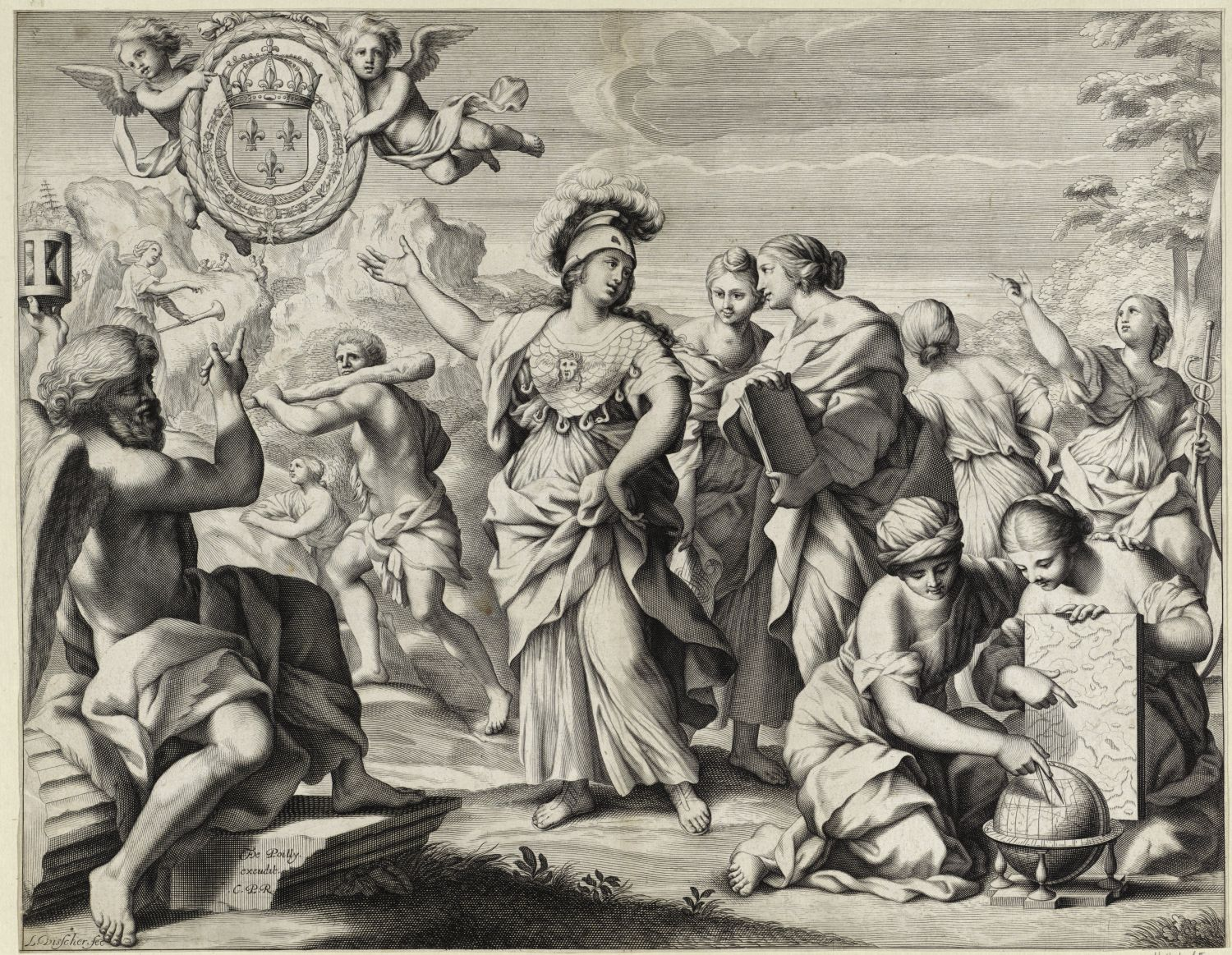
Alegoria Cnoty (po 1666 – przed 1691)
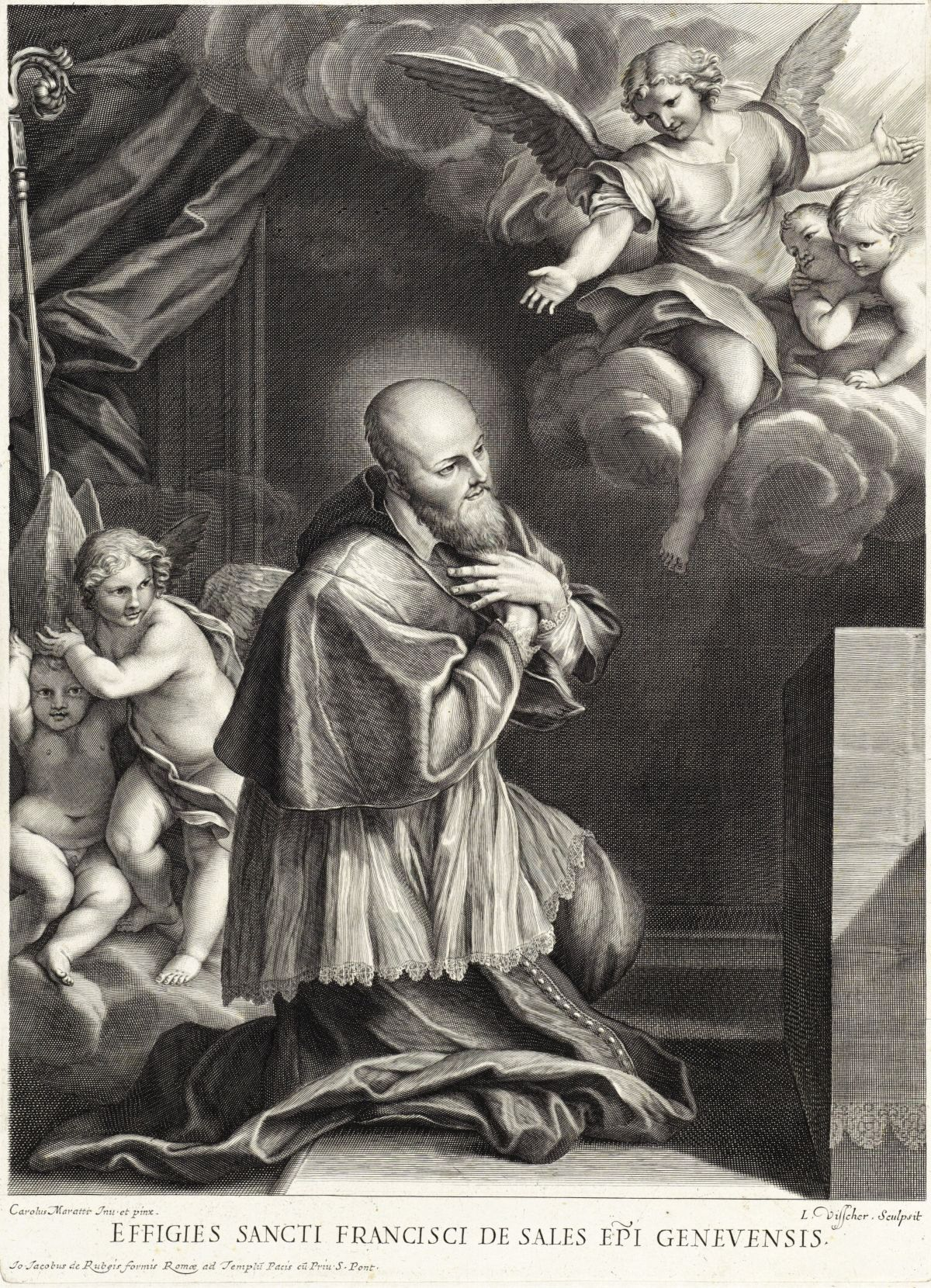
Św. Franciszek Salezy (po 1673)
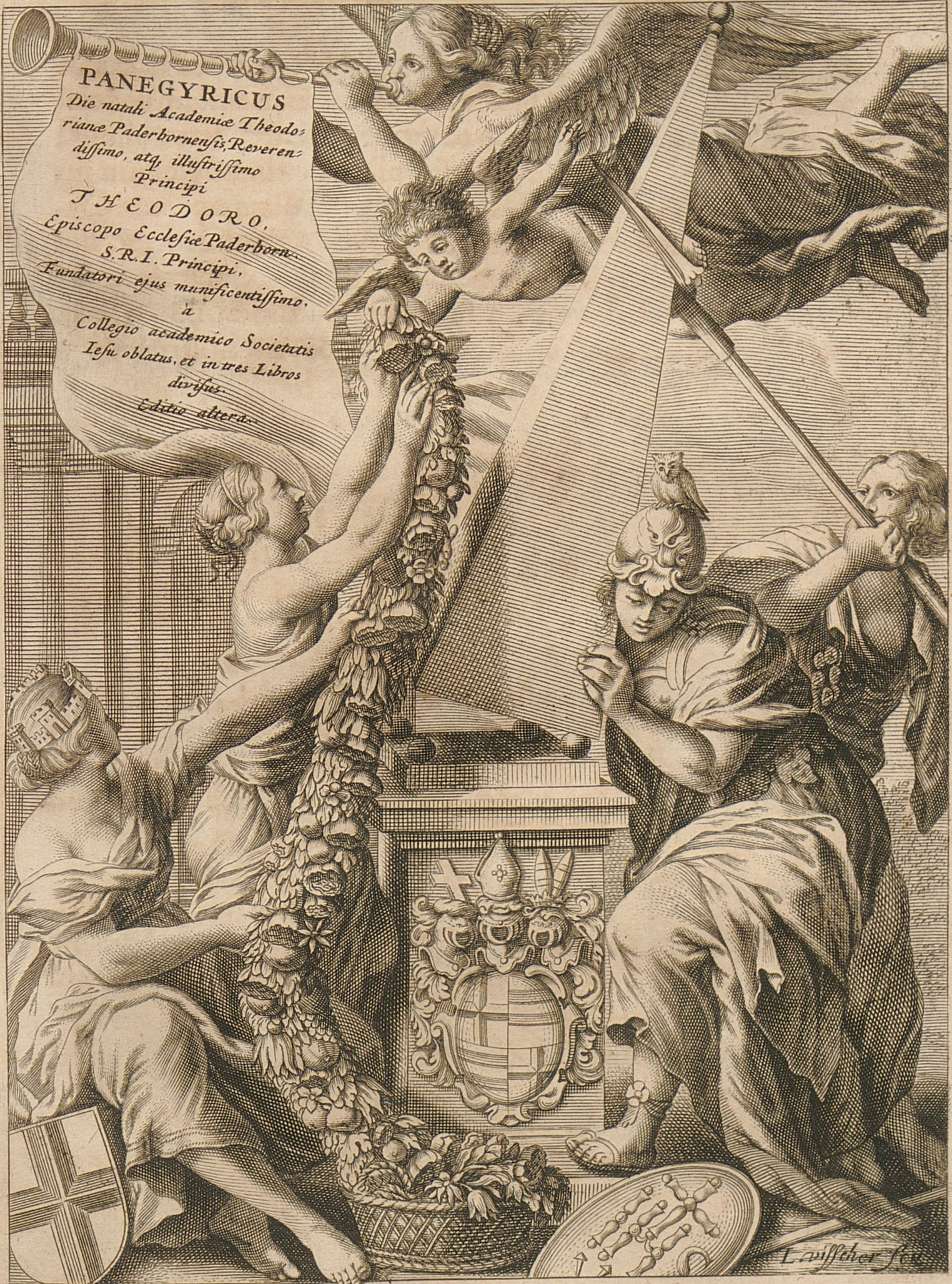
Frontyspis Monumenta Paderbornensia (Amsterdam 1672)
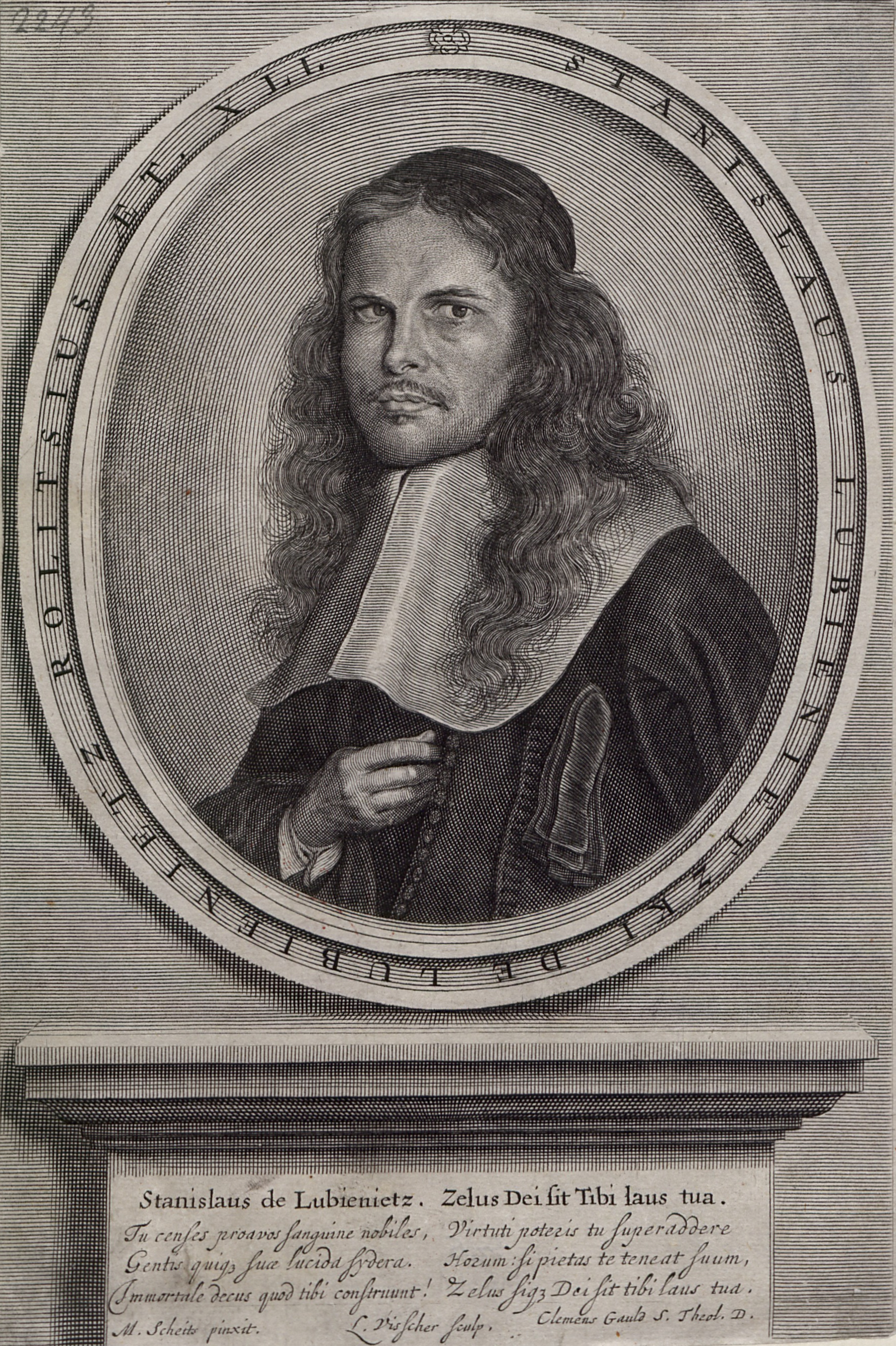
Portret Stanisława Lubienieckiego (1668)
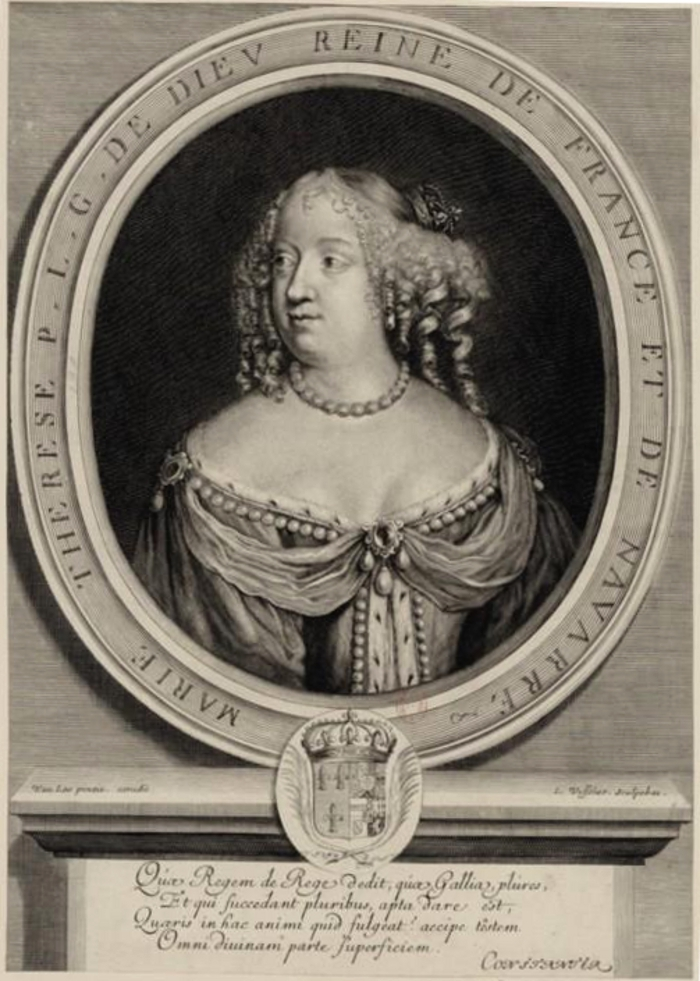
Portret Marii Teresy z Habsburgów (około 1666)
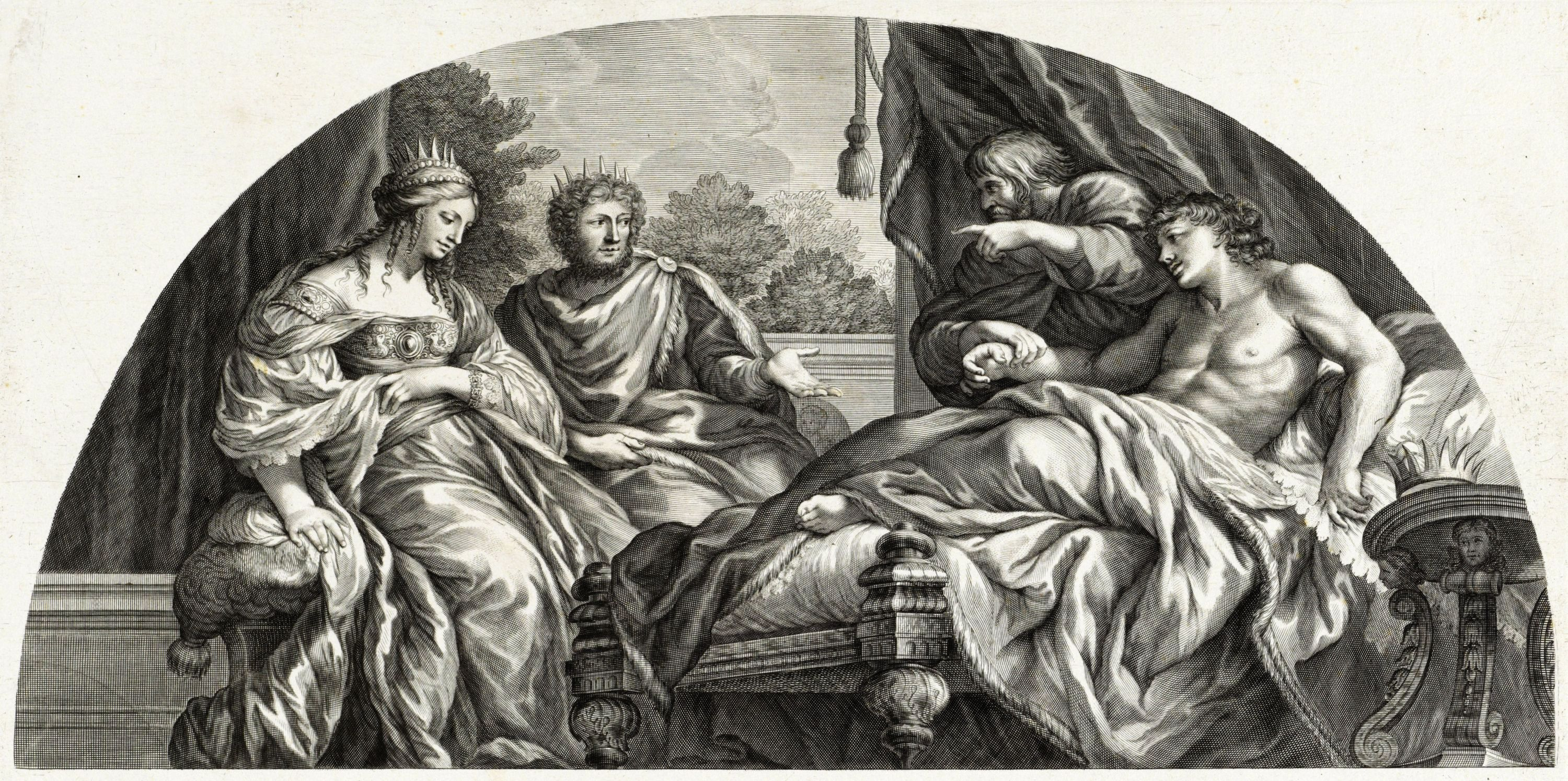
Antioch I i Stratonika (po 1673)